# Myledaphus bipartitus
A Myledaphus bipartitus a porcos halak (Chondrichthyes) osztályának Rhinopristiformes rendjébe, ezen belül a hegedűrája-félék (Rhinobatidae) családjába tartozó fosszilis faj.
Nemének a típusfaja. A legtöbb rendszerező hegedűrájafajnak véli, azonban vannak olyan kutatók akik a fosszilis Anacoracidae cápanembe sorolnák be, bár az odasorolása nem valószínű.

## Előfordulása
A Myledaphus bipartitus a késő kréta korban élt, körülbelül 94,3-66,043 millió évvel ezelőtt. Maradványait Kanadában, az Amerikai Egyesült Államokbeli Közép-Nyugaton és Üzbegisztánban találták meg.

## Megjelenése
A kövületek alapján a kutatók kiszámították, hogy ez a porcos hal körülbelül 91 centiméter hosszú lehetett.

## Életmódja
Ebből a fosszilis állatból, csak a fogai és a csigolyái maradtak meg. E leletek vizsgálatából megtudtuk, hogy a Myledaphus bipartitus édesvízben élt, páncélhéjas állatokkal, mint például kagylókkal táplálkozott, és körülbelül 16 évig élhetett - ez utóbbi adatot egy a 2013-ban felfedezett albertai csigolya tanúsította.

### Fordítás
- Ez a szócikk részben vagy egészben  a   Myledaphus című angol Wikipédia-szócikk ezen változatának fordításán alapul.  Az eredeti cikk szerkesztőit annak laptörténete sorolja fel. Ez a jelzés csupán a megfogalmazás eredetét és a szerzői jogokat jelzi, nem szolgál a cikkben szereplő információk forrásmegjelöléseként.